# Jerzy Matyjek
Jerzy Matyjek (ur. 14 listopada 1926 w Radziejowicach, zm. 31 stycznia 2017) – polski lekarz i polityk, działacz społeczny i katolicki, poseł na Sejm I kadencji.

## Życiorys
Ukończył w 1951 studia na Wydziale Lekarskim Akademii Medycznej w Warszawie. Obronił następnie doktorat z zakresu nauk medycznych.
Zawodowo przez kilkadziesiąt lat pracował jako lekarz. Wraz z żoną Barbarą w latach 60. zaczął angażować się na rzecz upowszechniania naturalnych metod planowania rodziny i ograniczania liczby aborcji. Zainicjował w tym czasie w ramach Klubu Inteligencji Katolickiej w Toruniu sekcję studiów społecznych zajmującą się badaniem katolickiej nauki społecznej. W 1978 został również wybrany na prezesa toruńskiego KIK-u, pełnił tę funkcję do czasu przymusowego rozwiązania organizacji w latach 80.
Włączył się także w działalność opozycyjną. W sierpniu 1980 razem z m.in. swoim zastępcą, Andrzejem Tycem, doradzał Międzyzakładowemu Komitetowi Strajkowemu (reprezentującemu głównie strajkujących pracowników toruńskiego Apatora i przedsiębiorstw z Grudziądza) w przygotowywaniu postulatów i prowadzeniu rozmów z przedstawicielami władz wojewódzkich. Udzielał się także w miejskim Komitecie Obrony Więzionych za Przekonania. Po wprowadzeniu stanu wojennego został internowany na okres od 13 grudnia 1981 do 24 lutego 1982. W 1989 wszedł w skład Komitetu Obywatelskiego w Toruniu. Od października 1990 do grudnia 1991 był ponownie przewodniczącym lokalnego Klubu Inteligencji Katolickiej.
W 1991 uzyskał mandat posła na Sejm I kadencji. Został wybrany w okręgu toruńsko-włocławskim z listy Wyborczej Akcji Katolickiej. Pod koniec kadencji był członkiem Klubu Parlamentarnego Zjednoczenia Chrześcijańsko-Narodowego. Zasiadał w Komisji Zdrowia, a także w czterech podkomisjach. W 1993 bez powodzenia ubiegał się o reelekcję z listy Katolickiego Komitetu Wyborczego „Ojczyzna”. Był później m.in. radnym Torunia (1994–1998). Brał udział w organizowaniu Stowarzyszenia Rodzin Katolickich. Zasiadał w zarządzie SRK diecezji toruńskiej.
Odznaczony Krzyżem Kawalerskim Orderu Odrodzenia Polski (2011) oraz Krzyżem Wolności i Solidarności (2015). Pochowany na cmentarzu Najświętszej Marii Panny w Toruniu. W 2019 imieniem Barbary i Jerzego Matyjków nazwano rondo w Toruniu.